# Grundy (Wirginia)
Grundy – miasto w Stanach Zjednoczonych, w stanie Wirginia, siedziba administracyjna hrabstwa Buchanan.